# 中村奖太
中村奖太（日语：／ Nakamura Shōta，1993年9月2日—），日本男子速度滑冰运动员，2011年亚洲冬季运动会男子团体追逐金牌得主、2016–17年世界杯阿斯塔纳站男子1500米银牌得主、2016–17年世界杯斯塔万格站男子团体追逐铜牌得主、2017年亚洲冬季运动会男子团体追逐银牌得主。